# Patokryje
Patokryje är en ort i Tjeckien.   Den ligger i regionen Ústí nad Labem, i den nordvästra delen av landet, 70 km nordväst om huvudstaden Prag. Patokryje ligger 222 meter över havet och antalet invånare är 373.
Terrängen runt Patokryje är platt åt sydväst, men åt nordost är den kuperad.Runt Patokryje är det ganska glesbefolkat, med 22 invånare per kvadratkilometer. Närmaste större samhälle är Most, 4,9 km väster om Patokryje. Trakten runt Patokryje består till största delen av jordbruksmark.